# Ronde van Frankrijk 1956
| Route van de Ronde van Frankrijk 1956. |                        |              |
| Eindklassement                         |                        |              |
| Algemeen klassement                    | Roger Walkowiak        | 124h 01' 16" |
| Tweede                                 | Gilbert Bauvin         | + 1' 25"     |
| Derde                                  | Jean Adriaensens       | + 3' 44"     |
| Vierde                                 | Federico Bahamontes    | + 10' 14"    |
| Vijfde                                 | Nino Defilippis        | + 10' 25"    |
| Zesde                                  | Wout Wagtmans          | + 10' 59"    |
| Zevende                                | Nello Lauredi          | + 14' 01"    |
| Achtste                                | Stan Ockers            | + 16' 52"    |
| Negende                                | René Privat            | + 22' 59"    |
| Tiende                                 | Antonio Barbosa        | + 26' 03"    |
| Rode Lantaarn                          | Roger Chaussabel (88e) | + 4h 10' 18" |
| Puntenklassement                       | Stan Ockers            | 280 punten   |
| Tweede                                 | Fernand Picot          | 464 punten   |
| Derde                                  | Gerrit Voorting        | 465 punten   |
| Bergklassement                         | Charly Gaul            | 71 punten    |
| Tweede                                 | Federico Bahamontes    | 67 punten    |
| Derde                                  | Valentin Huot          | 65 punten    |
| Ploegenklassement                      | België                 | 369h 47' 42" |
| Tweede                                 | Italië                 | -            |
| Derde                                  | Nederland              | -            |

De 43e editie van de Ronde van Frankrijk ging van start op 5 juli 1956 in Reims en eindigde op 28 juli in Parijs. Er stonden 120 renners verdeeld over 10 ploegen aan de start. De winnaar van de voorgaande jaren, Louison Bobet, was wegens een operatie afwezig. Grootste favoriet was wellicht de Luxemburgse klimmer Charly Gaul, maar diverse andere rijders, zoals de Belg Stan Ockers leken ook klaar te staan.
- Aantal ritten: 22
- Totale afstand: 4498 km
- Gemiddelde snelheid: 36.268 km/u
- Aantal deelnemers: 120
- Aantal uitgevallen: 32

## Verloop
In de eerste etappes werd er hard gekoerst, met diverse aanvallers die vele minuten op het peloton konden pakken. Na 6 etappes reed André Darrigade in het geel, en had al een half uur voorsprong op favoriet Charly Gaul. In de zevende etappe reed opnieuw een grote groep van maar liefst 31 man weg. De groep bevatte vooral veel rijders van regionale Franse ploegen, ook 6 Italianen en 4 Nederlanders maar slechts 1 rijder van de Franse nationale ploeg, Gilbert Bauvin. De Italianen hielden het tempo in de kopgroep hoog, en uiteindelijk had de groep bij de finish bijna 19 minuten voorsprong. De Italiaan Alessandro Fantini won de etappe, maar Roger Walkowiak van de West-Franse ploeg mocht het geel aantrekken.
In de tiende etappe, de laatste voor de bergen, verloor Walkowiak 14 minuten, en zakte naar de zevende plaats. Gerrit Voorting werd de nieuwe klassementsleider. In de Pyreneeën moest hij die weer afstaan, eerst aan Darrigade, daarna aan Jean Adriaensens, een ploeggenoot van de Luxemburgse renner Charly Gaul. De grote namen hadden nog steeds een grote achterstand, en Wout Wagtmans reed in het geel bij aankomst in de Alpen. Pas in de 18e etappe, van Turijn naar Grenoble kwam het tot een felle strijd van de favorieten. Federico Bahamontes viel aan op de Col du Mont-Cenis, en Gaul nam de aanval over op de Col de la Croix-de-Fer. Hij eindigde ruim 3 minuten voor Stan Ockers, 7 1/2 minuut voor Gastone Nencini, Bahamontes en Walkowiak, meer dan 9 minuten voor de overige renners en meer dan een kwartier voor Wagtmans. Het was echter te laat: Gaul steeg 'slechts' van de 24e naar de 17e plaats, en Walkowiak die in deze etappe de sterkste klimmers van dat moment had weten bij te houden, keerde terug in het geel.
In de tijdrit verloor Walkowiak nog 2 minuten op Bauvin die tweede stond, maar hij wist de leiding tot Parijs vast te houden. Hij won uiteindelijk met 1 1/2 minuut voorsprong, het kleinste verschil tot dan toe. Walkowiak had geen enkele etappe bij de eerste drie gereden, en er werd wel gesproken van een overwinning zonder glans. De Franse nationale ploeg werd verantwoordelijk gehouden voor het verlies van controle in de eerste week en door het publiek uitgejouwd.

## Belgische en Nederlandse prestaties
In totaal namen er 10 Belgen en 10 Nederlanders deel aan de Tour van 1956.

### Belgische etappezeges
- Fred Debruyne won de 2e etappe van Luik naar Rijsel, de 6e etappe van Saint-Malo naar Lorient en de 10e etappe van Bordeaux naar Bayonne
- Stan Ockers won de 19e etappe van Grenoble naar Saint-Étienne

### Nederlandse etappezeges
- In 1956 was er geen Nederlandse etappezege

## Etappeoverzicht
- 1e Etappe Reims – Luik: André Darrigade (Fra)
- 2e Etappe Luik – Rijsel: Fred Debruyne (Bel)
- 3e Etappe Rijsel – Rouen: Arrigo Padovan (Ita)
- 4ae Etappe Rouen – Rouen: Charly Gaul (Lux)
- 4be Etappe Rouen – Caen: Roger Hassenforder (Fra)
- 5e Etappe Caen – Saint-Malo: Joseph Morvan (Fra)
- 6e Etappe Saint-Malo – Lorient: Fred Debruyne (Bel)
- 7e Etappe Lorient – Angers: Alessandro Fantini (Ita)
- 8e Etappe Angers – La Rochelle: Miguel Poblet (Spa)
- 9e Etappe La Rochelle – Bordeaux: Roger Hassenforder (Fra)
- 10e Etappe Bordeaux – Bayonne: Fred Debruyne (Bel)
- 11e Etappe Bayonne – Pau: Nino Defilippis (Ita)
- 12e Etappe Pau – Luchon: Jean-Pierre Schmitz (Lux)
- 13e Etappe Luchon – Toulouse: Nino Defilippis (Ita)
- 14e Etappe Toulouse – Montpellier: Roger Hassenforder (Fra)
- 15e Etappe Montpellier – Aix-en-Provence: Joseph Thomin (Fra)
- 16e Etappe Aix-en-Provence – Gap: Jean Forestier (Fra)
- 17e Etappe Gap – Turijn: Nino Defilippis (Ita)
- 18e Etappe Turijn – Grenoble: Charly Gaul (Lux)
- 19e Etappe Grenoble – Saint-Étienne: Stan Ockers (Bel)
- 20e Etappe Saint-Étienne – Lyon: Miguel Bover (Spa)
- 21e Etappe Lyon – Montluçon: Roger Hassenforder (Fra)
- 22e Etappe Montluçon – Parijs: Gastone Nencini (Ita)

## In populaire cultuur
Van 1947 tot en met 1964 tekende de Belgische striptekenaar Marc Sleen een jaarlijks humoristisch verslag van alle ritten van de Ronde van Frankrijk in zijn stripreeks  De Ronde van Frankrijk. Ook de Tour van 1956 was hierbij.
 winnaars gele trui · 
 puntenklassement · 
 bergklassement · 
 jongerenklassement · 
 tussensprintklassement · 
 combinatieklassement · 
 ploegenklassement · 
 strijdlust · 
rode lantaarn
records · meeste deelnames · ranglijst etappewinnaars · bekende beklimmingen · valpartijen · dopinggevallen · Grand Départ · Souvenir Henri Desgrange
1903 · 
1904 · 
1905 · 
1906 · 
1907 · 
1908 · 
1909 · 
1910 · 
1911 · 
1912 · 
1913 · 
1914 ·
1915 ·
1916 ·
1917 ·
1918 · 
1919 · 
1920 · 
1921 · 
1922 · 
1923 · 
1924 · 
1925 · 
1926 · 
1927 · 
1928 · 
1929 · 
1930 · 
1931 · 
1932 · 
1933 · 
1934 · 
1935 · 
1936 · 
1937 · 
1938 · 
1939 · 
1940 ·
1941 ·
1942 ·
1943 ·
1944 ·
1945 ·
1946 ·
1947 · 
1948 · 
1949 · 
1950 · 
1951 · 
1952 · 
1953 · 
1954 · 
1955 · 
1956 · 
1957 · 
1958 · 
1959 · 
1960 · 
1961 · 
1962 · 
1963 · 
1964 · 
1965 · 
1966 · 
1967 · 
1968 · 
1969 · 
1970 · 
1971 · 
1972 · 
1973 · 
1974 · 
1975 · 
1976 · 
1977 · 
1978 · 
1979 · 
1980 · 
1981 · 
1982 · 
1983 · 
1984 · 
1985 · 
1986 · 
1987 · 
1988 · 
1989 · 
1990 · 
1991 · 
1992 · 
1993 · 
1994 · 
1995 · 
1996 · 
1997 · 
1998 · 
1999 · 
2000 · 
2001 · 
2002 · 
2003 · 
2004 · 
2005 · 
2006 · 
2007 · 
2008 · 
2009 · 
2010 · 
2011 · 
2012 · 
2013 · 
2014 · 
2015 · 
2016 · 
2017 · 
2018 · 
2019 ·
2020 · 
2021 · 
2022 · 
2023 · 
2024 · 
2025